# Morte di Seneca (Luca Giordano)
La Morte di Seneca è un dipinto a olio su tela (155×188 cm) di Luca Giordano, databile al 1684 e conservato nel museo del Louvre di Parigi.

## Descrizione
Luca Giordano in questo dipinto raffigura Seneca durante gli ultimi istanti della sua vita. Il capitolo che l'artista napoletano sceglie è quello dell'addio del filosofo ai suoi discepoli.
Il fulcro del dipinto è Seneca. Questi, nonostante il fisico scarno, vecchio e malandato, supportato dal sostegno offertogli da un uomo, continua ad esprimere la sua saggezza. Gli ultimi istanti della sua vita vengono utilizzati per insegnare i precetti della sapienza e la forza dell'anima. 
Attorno a Seneca, diversi discepoli si concentrano sul suo pensiero ed attenti ascoltano le sue parole.
Tutta l'opera è studiata per attirare gli occhi sul personaggio principale, illuminato egli con i discepoli ai suoi lati, e l'uomo in basso a sinistra che con un bisturi sta recidendo le vene del piede per accelerarne la morte come richiesto dallo stesso Seneca (fatto quest'ultimo di cui parla Tacito negli Annali). Il resto è celato nel buio.